# كنيسة الاتحاد المسيحية في دبي
الكنيسة المسيحية المتحدة في دبي (UCCD) - (United Christian Church of Dubai) هي كنيسة إنجيلية. تأسست لأول مرة في عام 1962 كزمالة للعمال الوافدين في إمارة دبي، وتضم الآن أكثر من 1000 شخص من أكثر من 50 جنسية.

## تاريخها

### 1970-1990
في عام 1977، مع تزايد أعداد المسيحيين المغتربين القادمين إلى دبي، شكلت الزمالة الصغيرة نفسها ككنيسة تسمى الكنيسة الإنجيلية الدولية في دبي. تم استدعاء قس، وتم تبني بيان العقيدة. في العام التالي، تم قبول أول قانون لها. ثم كانت الكنيسة تجتمع يوم الأحد في مدرسة جميرا الأمريكية (الآن المدرسة الأمريكية في دبي)، وأقيمت مدرسة الأحد هناك في فترة بعد الظهر.
في عام 1980، وبسبب التوترات الدولية، طُلب من الكنيسة لأسباب أمنية مغادرة مدرسة الجميرة الأمريكية. اجتمعت الكنيسة لفترة من الوقت في غرف فندقية مستأجرة، ثم في وقت لاحق في المدرسة الإنجليزية ومدرسة كامبريدج الثانوية، بالتنسيق مع مالك المدرسة، السيدة فاركي.

### 1990-2000
في عام 1990، استأجرت الكنيسة فيلا كبيرة على الطراز العربي في جميرا ("فيلا جميرا")، والتي ظلت منزل الكنيسة حتى سبتمبر 2003، واستمرت بعد ذلك لاستخدامها في خدمات مساء الأحد واجتماعات الكنائس الأخرى حتى أمرت بلدية دبي إغلاق الفيلا في يونيو 2006. وخلال وجود الكنيسة في فيلا الجميرة كمكان دائم للعبادة، نمت الكنيسة بشكل ملحوظ. وعلى الأخص، في عام 1990، بدأت 4 عائلات صلاة الجمعة الصباحية، والتي أصبحت التجمع الرئيسي للكنيسة. تم استخدام الفيلا أيضًا من قبل مجموعات مسيحية أخرى، بما في ذلك الكنيسة الإنجيلية العربية في دبي (AECD). في عام 1994، تقدمت مجموعة غير رسمية مكونة من الكنيسة المسيحية المتحدة في دبي و AECD وآخرين بطلب للحصول على منحة أرض من حاكم دبي لبناء مبنى الكنيسة عليها. منح حاكم دبي في عام 1998 قطعة أرض لهذه الكنائس، وبدأ جمع التبرعات لبناء مبنى.

### 2000 إلى الوقت الحاضر
في سبتمبر 2003، بدأت قداس الجمعة في مركز الكنيسة الإنجيلية بدبي الجديد  ("DECC") في قاعة مرانثا في مجمع الكنائس في قرية جبل علي. بحلول عام 2009، بعد ست سنوات من تشييد مركز دبي للمعارض والمؤتمرات، تمت تغطية التكلفة الإجمالية للبناء (بشكل أساسي من قبل أعضاء الكنيسة المسيحية المتحدة في دبي) وتم سداد جميع القروض. يضم مركز دبي للمؤتمرات والمعارض قاعات صلاة كبيرة وغرف اجتماعات أصغر ومكتبة ومسبح خارجي للتعميد. يقع داخل مجمع بجانب مباني الكنائس للطوائف الأخرى.
في عام 2010، أرسلت الكنيسة المسيحية المتحدة في دبي عددًا من الأعضاء والموظفين لإنشاء كنيسة شقيقة، كنيسة المخلص في دبي،  على الجانب الآخر من دبي. استمرت الكنيسة المسيحية المتحدة في دبي في دعم كنيسة المخلص في دبي ماليًا حتى عام 2012، وفي ذلك الوقت نمت لتصبح كنيسة تدعم نفسها بنفسها.
على الرغم من القيود المفروضة على تراخيص إقامة العبادة المسيحية أو بناء الكنائس في دبي، انضم قس الكنيسة الكاثوليكية المدنية إلى قادة مسيحيين آخرين في عام 2011 للتعبير عن امتنانهم للحكومة لحريتهم في الاجتماع.
علماً أنه يوجد بالامارات أكثر من 60 كنيسة تمثل الطوائف المسيحية الثلاثة الأرثوذكسية والكاثوليكية والبروتستانتية